# Derżów
Derżów (ukr. Держів) – wieś na Ukrainie. Należy do rejonu stryjskiego (do 2020 roku do rejonu mikołajowskiego) w obwodzie lwowskim i liczy 1204 mieszkańców.

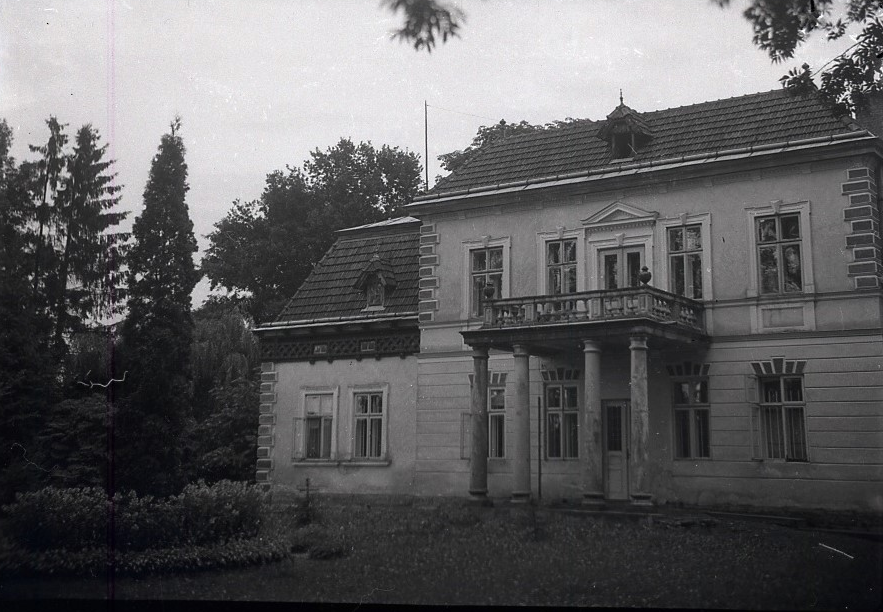
Pałac w 1939 r.

## Historia
W latach 1895–1897 zbudowano w Derżowie kościół p.w. bł. Jana z Dukli. 
Za II Rzeczypospolitej do 1934 roku wieś stanowiła samodzielną gminę jednostkową w powiecie żydaczowskim w woj. stanisławowskim. W związku z reformą scaleniową została 1 sierpnia 1934 roku włączona do nowo utworzonej wiejskiej gminy zbiorowej gminy Rozdół w tymże powiecie i województwie. Po wojnie wieś weszła w struktury administracyjne Związku Radzieckiego. 
W nocy z 9 na 10 maja 1944 w Derżowie oddziały Ukraińskiej Powstańczej Armii (UPA) dokonały rzezi ludności polskiej. Zamordowano ok. 100 osób, w tym 3 siostry szarytki i  znaczną liczbę dzieci. Po napadzie Polacy, którym udało się ujść zagładzie, znaleźli schronienie w Stryju, a następnie udali się koleją w okolice Rzeszowa i Krakowa. Po wojnie kościół w Derżowie został zamieniony na magazyn. 